# 김민성 (1998년)
김민성(한국 한자: 金民成, 1998년 4월 18일 ~ )은 대한민국의 축구 선수이며, 포지션은 미드필더이다.